# Kopys
Kopys (ryskt uttal: [ˈkopɨsʲ]; polska: Kopyś; jiddisch: קאָפּוסט) är en köping i Belarus.   Den ligger i voblasten Vitsebsks voblast, i den nordöstra delen av landet, 180 km öster om huvudstaden Horad Mіnsk. Kopys ligger 150 meter över havet och antalet invånare är 850.

## Natur och klimat
Terrängen runt Kopys är huvudsakligen platt. Kopys ligger nere i en dal. Närmaste större samhälle är Sjkloŭ, 12,1 km söder om Kopys.
Trakten runt Kopys består till största delen av jordbruksmark. Runt Kopys är det ganska glesbefolkat, med 23 invånare per kvadratkilometer.  Trakten ingår i den hemiboreala klimatzonen. Årsmedeltemperaturen i trakten är 3 °C. Den varmaste månaden är juli, då medeltemperaturen är 18 °C, och den kallaste är februari, med −14 °C.